# Mancha Real
Mancha Real és un municipi de la província de Jaén, amb 11.315 habitants el 2021, segons dades de l'INE. Situat a només 19 km de la capital, Jaén, es tracta d'un dels municipis més industrials de la província, amb un ampli polígon industrial.